# Antares (cohete experimental)
Antares fue un cohete experimental francés de cuatro etapas desarrollado a finales de los años 1950 y utilizado para el estudio de la reentrada atmosférica. Las tres primeras etapas llevaban al vehículo de reentrada hasta 150 km de altura, encendiéndose más tarde la cuarta etapa en dirección hacia la Tierra para acelerar el vehículo y hacer una reentrada a gran velocidad, de hasta Mach 7.
Se lanzaron 13 Antares, todos con éxito. El primer lanzamiento tuvo lugar el 2 de mayo de 1959 y el último el 13 de mayo de 1961.

## Especificaciones
- Carga útil: 35 kg
- Apogeo: 280 km
- Empuje en despegue: 200 kN
- Masa total: 1770 kg
- Diámetro: 0,56 m
- Longitud total: 12,1 m